# Eugeniusz Waniek
Eugeniusz Waniek (Ustrzyki Dolne, 28 oktober 1906 - Krakau, 19 april 2009) was een Pools kunstschilder.
Waniek studeerde aan de kunstacademie van Krakau en ging in de leer bij Władysław Jarocki, Teodor Axentowicz, Fryderyk Pautsch en Karol Frycz. Waniek sloot zich aan bij de groep van Krakau. Op het einde van de jaren 1930 hield hij zich bezig met polychrome decoratie en interieurontwerp. Tijdens de Tweede Wereldoorlog ging hij in verzet en was hij lid van het Armia Krajowa. Na de oorlog ging hij les geven aan de kunstacademie van Krakau. Wanieks werken waren te zien in vele groeps- en individuele tentoonstellingen en in verschillende musea. Zijn werk wordt gerekend tot het kubisme.